# John Muir
John Muir (ur. 21 kwietnia 1838 w Dunbar, w Szkocji, zm. 24 grudnia 1914 w Los Angeles) – szkocko-amerykański przyrodnik, pisarz, filozof środowiska, jeden z pierwszych rzeczników ochrony dzikiej przyrody w Stanach Zjednoczonych.
Jego listy, eseje i książki opowiadające o jego przygodach w dzikich ostępach, zwłaszcza w górach Sierra Nevada w Kalifornii cieszyły się bardzo dużą popularnością i były czytane przez miliony ludzi. Jego aktywne zaangażowanie na rzecz ochrony środowiska naturalnego przyczyniło się do zachowania Yosemite Valley, Parku Narodowego Sekwoi i innych obszarów dzikiej przyrody. Założył Sierra Club – jedno z najważniejszych stowarzyszeń zaangażowanych w ochronę środowiska naturalnego w Stanach Zjednoczonych. Na jego cześć został nazwany liczący 340 km szlak turystyczny w górach Sierra Nevada (John Muir Trail). Inne miejsca nazwane na jego cześć to m.in.: Muir Woods National Monument, Muir Beach, John Muir College, Mount Muir, Camp Muir oraz lodowiec Muira. W Szkocji jego imieniem nazwano liczący 209 km (130 mil) szlak John Muir Way.
W swoim późniejszym życiu Muir większość czasu poświęcał ochronie zachodnich lasów Ameryki Północnej. Dzięki niemu do Kongresu Stanów Zjednoczonych trafił projekt przyjętej w 1890 roku ustawy tworzącej Park Narodowy Yosemite. Wyrażana w jego dziełach duchowa jakość i entuzjazm wobec natury zainspirowały czytelników, w tym kongresmenów i prezydentów, do podjęcia działań na rzecz ochrony dużych obszarów dzikiej przyrody. Życie Muira, dziś nazywanego „Ojcem Parków Narodowych” („Father of the National Parks”), zostało uwiecznione m.in. przez National Park Service w krótkim filmie dokumentalnym.
John Muir jest uznawany za „inspirację dla Szkotów i Amerykanów”. Jego biograf, Steven J. Holmes, uważa, że Muir stał się „jednym z patronów działalności środowiskowej dwudziestowiecznej Ameryki”, zarówno politycznej jak i rekreacyjnej. Jego dzieła są często przytaczane i omawiane w książkach i czasopismach, jest również często cytowany przez fotografów przyrody, m.in. przez Ansela Adamsa. „Muir gruntownie ukształtował same kategorie, przez które Amerykanie rozumieją i wyobrażają sobie ich relację ze światem przyrody”, pisze Holmes. Muir był ekologicznym myślicielem, politycznym rzecznikiem i religijnym prorokiem, którego dzieła stały się osobistym przewodnikiem ku naturze dla wielu osób, co uczyniło go „prawie wszechobecnym” we współczesnej świadomości środowiskowej. Według autora Williama Andersona, Muir egzemplifikował „archetyp naszej jedności z ziemią”, natomiast biograf Donald Worster uważa, że misją Muira było „uratowanie amerykańskiej duszy od całkowitego poddania się materializmowi”. 21 kwietnia 2013 roku w Szkocji, w 175. rocznicę urodzin Johna Muira, po raz pierwszy obchodzono John Muir Day, oddając hołd przyrodnikowi.

## Początki

### Dzieciństwo w Szkocji
John Muir przyszedł na świat w czteropiętrowym domu w Dunbar, w szkockim hrabstwie East Lothian. Jego rodzicami byli Daniel Muir i Ann Gilrye. Był trzecim z ośmiorga dzieci: Margaret, Sarah, David, Daniel, Ann i Mary (bliźniaczki) i urodzona w Ameryce Joanna. Jego najwcześniejsze wspomnienia dotyczą krótkich spacerów z dziadkiem kiedy miał trzy lata. W swojej autobiografii opisał swe dziecięce przygody, takie jak bójki na podwórku, odtwarzanie romantycznych bitew z okresu wojen o szkocką niepodległość czy poszukiwanie ptasich gniazd. Amy Marquis pisze, że John w młodości rozpoczął ,,romans z przyrodą” i sugeruje, że mogła to być reakcja na surowe religijne wychowanie. ,,Jego ojciec uważał, że wszystko co odciąga uwagę od studiowania Biblii jest frywolne i zasługujące na karę.” Jednak młody Muir był ,,niespokojnym duchem’’, często obrywającym lanie. Johna zafascynował krajobraz East Lothian i wiele czasu spędzał na przemierzaniu okolicznych wsi i wycieczkach wzdłuż wybrzeża. W tym właśnie czasie zainteresował się historią naturalną i pracami szkockiego przyrodnika Alexandra Wilsona.
Pomimo tego, że Muir spędził większość życia w Ameryce, nigdy nie zapomniał swoich szkockich korzeni. Przez całe życie czuł się mocno związany ze swoim miejscem urodzenia. Często wspominał dzieciństwo spędzone wśród pól East Lothian. Był miłośnikiem prac Thomasa Carlyla i poety Roberta Burnsa; znany był z tego, że podczas wypraw w dzikie tereny Ameryki nosił ze sobą tomik wierszy Burnsa. Gdy pojechał do Szkocji ponownie w 1893 spotkał się z dawnym kolegą ze szkoły w Dunbarze i odwiedził miejsca, które dobrze pamiętał z młodości. Pomimo wielu lat spędzonych w Ameryce nigdy nie pozbył się silnego szkockiego akcentu.